# Файф, Лиз
Эли́забет «Лиз» Файф (англ. Elisabeth «Liz» Fyfe; урождённая Эли́забет Пе́терс, англ. Elisabeth «Liz» Peters; род. 11 мая 1988, Виннипег) — канадская кёрлингистка. Играет на позиции второго.

## Достижения
- Чемпионат Канады по кёрлингу среди женщин: серебро (2018.
- Канадский олимпийский отбор по кёрлингу: серебро (2021).
- Кубок Канады по кёрлингу: серебро (2019), бронза (2016).
- Чемпионат мира по кёрлингу среди юниоров: бронза (2008).
- Чемпионат Канады по кёрлингу среди юниоров: золото (2008).

## Команды
| Сезон   | Четвёртый       | Третий             | Второй          | Первый             | Запасной                                                  | Турниры                                         |
| ------- | --------------- | ------------------ | --------------- | ------------------ | --------------------------------------------------------- | ----------------------------------------------- |
| 2000—01 | Эллисон Нимик   | Kristin Loder      | Линдси Титеридж | Элизабет Петерс    |                                                           | ЧКЮ 2001 (10 место)                             |
| 2007—08 | Кейтлин Лоус    | Дженна Лодер       | Лиз Петерс      | Сара Уозни         | тренер: Alex Mowat                                        | ЧКЮ 2008 · ЧМЮ 2008                             |
| 2009—10 | Дженна Лодер    | Лиз Петерс         | Сара Уозни      | Mary Jane McKenzie |                                                           |                                                 |
| 2010—11 | Brette Richards | Cheryl Neufeld     | Лиз Петерс      | Jillian Sandison   |                                                           |                                                 |
| 2012—13 | Керри Эйнарсон  | Sara Van Walleghem | Лиз Файф        | Кристин Карвацки   |                                                           |                                                 |
| 2013—14 | Керри Эйнарсон  | Селена Каац        | Лиз Файф        | Кристин Маккуиш    | Cheryl Neufeld                                            |                                                 |
| 2014—15 | Керри Эйнарсон  | Селена Каац        | Лиз Файф        | Кристин Маккуиш    |                                                           |                                                 |
| 2015—16 | Керри Эйнарсон  | Селена Каац        | Лиз Файф        | Кристин Маккуиш    | Brianne Meilleur тренер: Пэтти Вутрич                     | ЧК 2016 (4 место)                               |
| 2016—17 | Керри Эйнарсон  | Селена Каац        | Лиз Файф        | Кристин Маккуиш    |                                                           | КК 2016                                         |
| 2017—18 | Керри Эйнарсон  | Селена Каац        | Лиз Файф        | Кристин Маккуиш    |                                                           | ЧК 2018                                         |
| 2018—19 | Трэйси Флёри    | Селена Ньегован    | Лиз Файф        | Кристин Маккуиш    | Тейлор Макдональд (ЧК) тренер: Andrea Ronneback           | КМ 2018/19 (2 этап) (3 место) ЧК 2019 (9 место) |
| 2019—20 | Трэйси Флёри    | Селена Ньегован    | Лиз Файф        | Кристин Маккуиш    |                                                           | КК 2019 · ЧК 2020 (17 место)                    |
| 2020—21 | Челси Кэри      | Селена Ньегован    | Лиз Файф        | Кристин Маккуиш    | Clancy Grandy тренер: Шерри Мидо                          | ЧК 2021 (8 место)                               |
| 2021—22 | Трэйси Флёри    | Селена Ньегован    | Лиз Файф        | Кристин Маккуиш    | Челси Кэри (КООК), Robyn Njegovan (ЧК) тренер: Шерри Мидо | КООК 2021 · ЧК 2022 (4 место)                   |

(скипы выделены полужирным шрифтом)

## Частная жизнь
Из семьи кёрлингистов: её отец, Вик Петерс — чемпион Канады 1992 года.
Замужем, муж Кевин Файф.